# Reînnoim Proiectul European al României
Reînnoim Proiectul European al României (abreviat REPER) este un partid politic pro-european din România fondat de Dacian Cioloș, fost președinte al Uniunii Salvați România (USR) și fost premier, alături de alți patru europarlamentari, anunțarea lui fiind făcută în iunie 2022, iar înregistrarea oficială în Registrul Partidelor fiind făcută în august 2023. Partidul a fost desprins din Uniunea Salvați România (USR) și a fost condus de către Ramona Strugariu și Dragoș Pîslaru, în calitate de copreședinți. De asemenea, partidul este asociat cu fostul premier și președinte al USRPLUS Dacian Cioloș, care a ales să nu ocupe nicio funcție în conducerea partidului.

## Istorie

### Context
Pe 30 martie 2018, Dacian Cioloș și-a anunțat planul de a fonda un nou partid politic, numit „Mișcarea România Împreună”. În orice caz, înregistrarea sa nu a fost niciodată finalizată din cauza diferitelor contestații și întârzieri în procesul judiciar. Proiectul a fost abandonat în favoarea unui nou partid, Partidul Libertate, Unitate și Solidaritate (PLUS), care a fost înregistrat oficial în decembrie 2018 de către trei colegi ai lui Cioloș. Pe 26 ianuarie 2019, PLUS a organizat primul congres național, unde Cioloș a fost ales președinte al partidului.
La scurt timp după ce Cioloș a devenit președinte, a anunțat că intenționează să formeze o alianță electorală cu Uniunea Salvați România (USR), cunoscută ca Alianța 2020 USR-PLUS, pentru a participa la alegerile pentru Parlamentul European din 2019, și ulterior la alegerile prezidențiale din 2019, și de asemenea la alegerile locale din 2020 și alegerile parlamentare din 2020.
Pe 20 august 2020, USR și PLUS au organizat un congres comun pentru a decide dacă vor uni formal cele două partide sau nu, 84,65% dintre participanți votând în favoarea fuziunii. Fuziunea a fost aprobată de Curtea de Apel București pe 16 aprilie 2021.
În octombrie 2021, după o conducere comună cu Dan Barna, Cioloș a fost ales ca unic președinte al noului partid, care a păstrat numele de „Uniunea Salvați România”. Patru luni mai târziu, în febuarie 2022, Cioloș a demisionat de la conducerea USR după ce proiectul său prezidențial de reformare a partidului a fost respins de către Biroul Politic Național al partidului, cu 11 voturi pentru și 14 împotrivă. El a declarat, însă, că va rămâne membru al partidului.

### Formare
Pe 31 mai 2022, Dacian Cioloș, alături de alți patru europarlamentari, și-au dat demisia din Uniunea Salvați România (USR), criticând conducerea partidului: „Nu vedem în conducerea USR nici dorința, nici maturitatea de a accepta greșelile trecutului și de a schimba o direcție care să conducă partidul la irelevanță politică.” Cioloș și susținătorii săi au anunțat apoi formarea unui nou partid, mai precis „Reînoim Proiectul European al României” (sau pe scurt „REPER”). Acest anunț a fost întâmpinat cu valuri de ironie provenite de la membri importanți ai USR, inclusiv primarul sectorului 1 al Bucureștiului, Clotilde Armand, fostul ministru al Justiției Stelian Ion și Cosette Chichirău, precum și actualul președinte interimar al partidului Cătălin Drulă sau fostul președinte al partidului Dan Barna.
Până la primul congres al partidului, partidul a fost condus de Dragoș Pîslaru și Ramona Strugariu în calitate de copreședinți interimari. Cioloș a ales să nu ocupe o funcție în conducerea partidului.

## Primul congres al partidului
Dragoș Pîslaru și Ramona Strugariu au fost aleși oficial în funcția de copreședinți ai REPER la primul congres al partidului pe 7 mai 2023. Mandatul acestora va dura 2 ani.
Tabelul de mai jos arată rezultatele votului de la primul congres:
| Candidați        | Număr de delegați | Voturi pentru | Abțineri | Voturi împotrivă |
| ---------------- | ----------------- | ------------- | -------- | ---------------- |
| Dragoș Pîslaru   | 760               | 659           | 101      | 0                |
| Ramona Strugariu | 760               | 659           | 101      | 0                |

## Alegerile din 2024
Partidul a fost cotat cu 2% în ultimul sondaj CIRA din decembrie 2023. Partidul REPER a participat la alegerile europarlamentare din 9 iunie 2024, însă rezultatul electoral a fost sub 5%, pragul necesar pentru un partid politic pentru accederea în Parlamentul European (PE).
În alegerile locale din 9 iunie 2024, REPER a câștigat 2 posturi de primar și 54 de consilieri locali și municipali, fiind reprezentant cu 2 consilieri în consiliul local Cluj-Napoca, cu 4 consilieri în Consiliul General al Municipiului București și cu câte 2 consilieri la sectoarele 1, 2, 3, 4 și 6 ale Bucureștiului.
Pe 24 septembrie 2024, partidele REPER, DEMOS și ACUM au anunțat fondarea unei alianțe electorale pentru a participa la alegerile parlamentare din decembrie 2024.

## Rezultate electorale

### Alegeri europarlamentare
| Alegeri | Voturi  | Procente (%) | Mandate | +/- |
| ------- | ------- | ------------ | ------- | --- |
| 2024    | 314.285 | 3,60 / 100   | 0 / 33  | ▼5  |

### Alegeri locale
| Alegeri | Consilieri Județeni (CJ) | Consilieri Județeni (CJ) | Consilieri Județeni (CJ) | Primari | Primari      | Primari  | Consilieri Locali (CL) | Consilieri Locali (CL) | Consilieri Locali (CL) | Poziție |
| Alegeri | Voturi                   | Procente (%)             | Mandate                  | Voturi  | Procente (%) | Mandate  | Voturi                 | Procente (%)           | Mandate                | Poziție |
| ------- | ------------------------ | ------------------------ | ------------------------ | ------- | ------------ | -------- | ---------------------- | ---------------------- | ---------------------- | ------- |
| 2024    | 32.304                   | 0,40 / 100               | 0 / 1338                 | 44.634  | 0,50 / 100   | 2 / 3180 | 70.039                 | 0,80 / 100             | 54 / 39900             | 10      |

### Alegeri parlamentare
| An   | Camera Deputaților | Camera Deputaților | Camera Deputaților | Senat   | Senat        | Senat   | Poziție | Statut           |
| An   | Voturi             | Procente (%)       | Mandate            | Voturi  | Procente (%) | Mandate | Poziție | Statut           |
| ---- | ------------------ | ------------------ | ------------------ | ------- | ------------ | ------- | ------- | ---------------- |
| 2024 | 114.223            | 1,24 / 100         | 0 / 330            | 126.408 | 1,37 / 100   | 0 / 136 | 11      | Extraparlamentar |

## Link-uri externe
- Website oficial
- Pagina oficială de Facebook
- Pagina oficială de Instagram
- Canalul oficial de Telegram
- Pagina oficială de Twitter